# سنفية جبلية
سنفية جبلية (الاسم العلمي: Epilobium montanum) هي نوع نباتي يتبع جنس السنفية من فصيلة الأخدرية.